# Offener Leserahmen
Als offener Leserahmen (OLR) oder offenes Leseraster (als Übersetzung von engl. open reading frame, ORF) wird in der Genetik derjenige Bereich der DNA bzw. RNA (Virus-RNA oder mRNA) bezeichnet, dessen Leserahmen zwischen einem Startcodon und dem ersten Stopcodon im gleichen Leseraster liegt. Der offene Leserahmen codiert potenziell die Aminosäuresequenz eines Peptids (kurze Sequenz) oder Proteins (lange Sequenz). Eine alternative Definition besagt, dass ein ORF bei Stopcodons beginnt und endet.

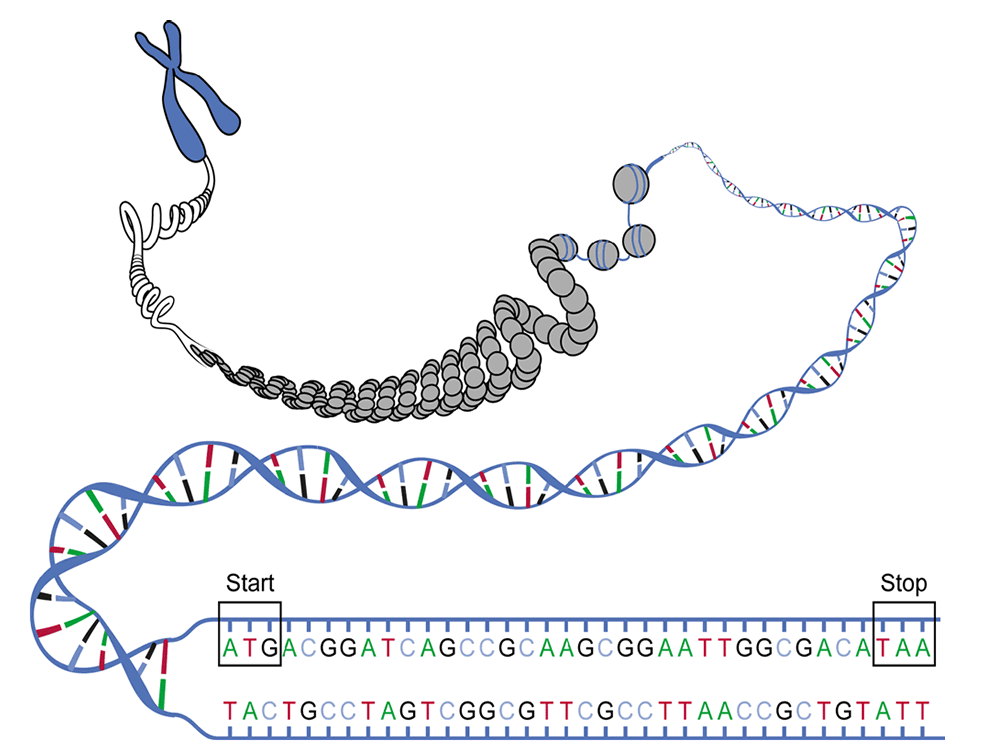
Schematische Darstellung von DNA mit einem ORF zwischen Start- und Stop-Codon. Dieser Bereich wird nach der Transkription gewöhnlich auch translatiert. Meist wird dieser für Protein codierende Bereich von untranslated regions (UTR) flankiert, welche ebenfalls in mRNA überschrieben, doch nicht translatiert werden.
(UTRs sind im Schema nicht dargestellt)

Offene Leserahmen werden von nicht-codierenden Bereichen des Gens umgeben, dem 5′-UTR-Bereich und dem 3′-UTR-Bereich (UTR für untranslated region). Dabei handelt es sich um Regionen eines Gens, die zwar bei der Transkription in mRNA transkribiert werden, bei der Translation jedoch nicht für eine Aminosäuresequenz codieren. In diesen Bereichen liegen auch wichtige Informationen für die Translation des offenen Leserahmens.
Bakterielle mRNAs tragen häufig mehrere ORFs in einer transkriptionalen Einheit. In diesem Fall spricht man von einem Operon, und die mRNA wird als polycistronisch bezeichnet.
In eukaryotischen Genen wird der ORF oft unterbrochen von Introns, die während der Prozessierung der mRNA beim Spleißen herausgeschnitten werden. Durch alternatives Spleißen wird eine Vielzahl von Proteinvarianten möglich.

## ORFeom
Als ORFeom bezeichnet man die Gesamtheit aller offenen Leseraster eines Genoms, beziehungsweise auch die möglichst komplette ORF-Sammlung von cDNA-Klonen eines Organismus.

## ORFans
ORFans sind ORFs ohne nachweisbare Homologe in anderen Linien (siehe Orphan-Gen). Der Ausdruck spielt auf das englische Wort orphan für Waise an.